# Důl Ida
Důl Ida byl černouhelný hlubinný důl, který se nacházel ve východní části katastru obce Hrušov. Důl patři mezi uhelné doly společnosti Vítkovické horní a hutní těžířstvo.

## Historie
Důl Ida (Hoffnungschacht, Ida, Generalissimus Stalin, Důl Rudý říjen I) v Hrušově byl založen nájemní společností Spojené Vítkovické kamenouhelné doly. Tato společnost, která byla založena bratry Gutmannovými a Ignácem Vondráčkem, měla v nájmu od 1. ledna 1872 Rothschildovy doly  v Moravské Ostravě včetně Hrušovského dolu. Pojmenování dolu Ida je podle manželky Wilhelma Gutmanna (1826 – 1895).  Po vypršení nájemní lhůty od roku 1895 se stal důl Ida součástí společnosti Vítkovického horního a hutního těžířstva (VHHT). Od 15. března 1939 byl nadále majetkem VHHT, které se stalo v roce 1942 součástí koncernu Herman Göring Werke. 1. ledna 1942 v době okupace byl název dolu změněn na Hoffnungschacht (důl Nadějný). Po organizační stránce také zajišťoval výstavbu nového dolu Viktoria. Po ukončení 2. světové války 1. května 1945 je důl přejmenován na Ida a v 8. prosince 1946 byl přejmenován na Generalissimus Stalin I. a 31. prosince 1951 na Velkodůl Stalin. 1. ledna 1956 vznikly dva samostatné doly, důl Stalin II (původně důl Viktoria) závod 2 a důl Stalin I (Ida) závod 1. V roce 1961 byla těžba jámou na povrch na dole Stalin I ukončena a převedena podzemím na Stalin závod 2 a Stalin 1 se stává pomocným dolem.  Dne 1. srpna 1962 název Stalin se mění na Rudý říjen II a v roce 1990 na Heřmanice.

### Vznik dolu Ida
Z poznatků dolování v na hrušovském území bylo v roce 1872 zahájeno hloubení těžní jámy. V roce 1875 byla jáma hluboká 141 m a v roce 1883 už 287 m.. V první etapě byla jáma do hloubky 1. patra vyzděná, procházela 55 m vodonosným pokryvem. Počátkem roku 1877 bylo obnoveno prohlubování těžní jámy. Do 31. srpna 1877 byla těžní jáma prohloubena na hloubku 192 m – staré 4. patro. V období od 1881 do konce roku 1883 byla těžní jáma prohloubena do hloubky 287 m. V roce 1898 byla zahájená modernizace a rekonstrukce dolu novým vlastníkem VHHT. V letech 1900 – 1903 byla prohloubena těžní jáma do hloubky 413 m. V letech 1911  – 1912 byla provedena modernizace dolu, provedena elektrifikace, mimo párou poháněných kompresorů. Těžní jáma byla zasypána v roce 1977. Část důlního pole o rozloze 131,4 ha bylo dodatečně v roce 1980 předáno sousednímu Dolu Vítězný únor (Důl Odra).
V roce 1911 byla provedena rekonstrukce areálu, kdy byly původní dřevěné povrchové objekty nahrazeny novými zděnými budovami. Nový komplex vytvářel unikátní areál s pravoúhle řazenými objekty. Během dalších přestaveb byl tento stav necitlivě narušen. V roce 1928 byla postavena nová administrativní budova.

#### Strojní a technické zařízení
V roce 1884  byla dřevěná těžní věž vysoká 12 m a měla lanovnice o průměru 3,2 m. Těžní jáma byla vybavena dvojválcovým ležatým parním těžním strojem z roku 1874 o výkonu 80 HP vyrobeným ve Strojírnách knížete Salma v Blansku. V roce 1898 byl instalován parní těžní stroj, který měl výkon 150 HP. V roce 1911 byl instalován elektrický těžní stroj o výkonu 2130 HP se dvěma lanovými bubny o průměru 4000 mm a šířce 1300 mm. Těžní stroj byl vyroben v Železárnách Vítkovice, elektrický motor a konvektor (Ward-Leonard-Illgner) firmou Siemens-Schuckert, Vídeň. Nad jámou byla postavena nová těžní věž železné konstrukce, kterou vyrobily Železárny Vítkovice, vysokou 25 m (od ohlubně po střed os lanovnic). V hlavě věže byly lanovnice o průměru 4000 mm pro vedení lana o průměru 36 mm. Těžní klece byly dvouetážové pro 2 vozíky vedle sebe nebo pro 11 osob na etáž. Rychlost jízdy mužstva 6 m/s, rychlost těžby 9 m/s. Těžní stroj byl v činnosti až do roku 1977.
Kotelna měla plochu 535 m2 ve které bylo umístěno 5 kotlů Cornwall s ručním topením, komín kotelny byl vysoký 36 m s horním průměrem 1600 mm. Jako palivo bylo používáno těžné uhlí.

#### Čerpání vody
Pro odvodnění sloužila jámě Ida větrní jáma č. 1. V roce 1883 čerpalo vodu přímo účinné parní důlní tahadlové čerpadlo. Jáma procházela přes vrstvy písků a kuřavky, které byly vydatným zdrojem důlní vody. Ze vzpomínek pamětníků a ústního podání se uvádí, že jako izolace proti průsakům vody se používaly pláty špeku (napuštěné karbolem, aby se nekradl). Hovořilo se o špekování. Přítok vody z těchto vodonosných vrstev i přes izolaci byl až 600 l/min., v úrovni 1. patra proto byla zřízena jímka pro svádění vod a jejich přečerpání na povrch. Z hloubky 138 m (1. patro) na povrch čerpaly vodu 2 elektrická odstředivá čtyřstupňová čerpadla Reteau ze Škodových závodů v Plzni. První bylo z roku 1906, druhé z roku 1911 obě měla výkon 2000 l/ min. a výkon motorů po 120 HP. Z hloubky 406 m (6. patro) na 1. patro čerpaly vodu elektrická odstředivá čerpadla Andritz vyrobená ve Strojírnách Andritz, Štýrský Hradec, obě s čerpacím výkonem po 1000 l/min. První 8+8 stupňů z roku 1917 s motorem o výkonu 160 HP, druhé 10+10 stupňů z roku 1923 s motorem o výkonu 200 HP.

#### Kompresory
K výrobě stlačeného vzduchu  byly k dispozici kompresory poháněné parním strojem. Dvoustupňový pístový kompresor z roku 1905 byl soustavy Mayer s výkonem 2500 m3/hod. stlačeného vzduchu a 130 HP byl vyroben ve Vítkovických železárnách. Pohon kompresoru byl přímo účinný, parní stroj měl průměr válců 875 a 660 mm, zdvih 900 mm. Druhý trojstupňový pístový kompresor z roku 1908 soustavy Mayer měl výkon 4000 m3/hod. a 450 HP byl vyroben firmou Mayer, Mülheim. Pohon kompresoru byl přímo účinný, parní stroj měl průměr válců 800, 800 a 565 mm, zdvih 800 mm. Třetí dvoustupňový pístový kompresor z roku 1911 soustavy Mayer měl výkon 4000 m3/hod. a 450 HP byl vyroben ve Vítkovických železárnách. Pohon kompresoru byl přímo účinný, parní stroj měl průměr válců 800 a 500 mm, zdvih 800 mm.

#### Větrání
Těžní jáma byla  po prohloubení  v roce 1877 rozdělena přepážkou do úrovně 2. patra na vtažnou a výdušnou. Na výdušné oddělení byl napojen ventilátor Ritinger, který měl průměr oběžného kola 4500 mm a výkon 630 m3/min. Ventilátor poháněl ležatý parní stroj o výkonu 35 HP. Těžní jáma měla společnou funkci vtažné a výdušné jámy až do roku 1905.
Ve druhém pololetí roku 1874 byla prohlubována větrní jáma č. 1 z hloubky 97 m na 286 m v roce 1876. Jáma byla převedena k dolu Ida z původního Hrušovského dolu (Dolu č. 1), který v roce 1876 ukončil svoji činnost. Jáma sloužila i jako jáma vodní. V období od  února 1878 do 10. dubna 1878 byla jáma prohloubena do hloubky 303 m. Profil jámy byl 2,8 x 3 m, byla v dřevěné výztuží, rozdělená na oddělení lezní, pro čerpání vody a dvěma malými těžními odděleními. Od roku 1891 se stala jámou výdušnou. Byla vybavena ventilátorem Pelzer s oběžným kolem o průměru 3200 mm. Spolu s ventilátorem Ritinger na těžní jámě odsával 1200 m3/min. Pravděpodobně od roku 1892 větrní jáma č. 1 začala sloužit i pro větrání sousedního důlního pole dolu Terezie. V roce 1916 byla větrní jáma č. 1 vybavena ventilátorem Capell, sací výkon 36 až 40 m3/s, který byl vyrobený v Železárnách Vítkovice. Ventilátor byl poháněn elektrickým motorem vyrobeným firmou Bergmanovy závody, Podmokly a byl funkční do roku 1969. V roce 1918 byla jáma prohloubena na konečnou hloubku 334 m. Průřez jámy byl segmentový (3x3,25m) do hloubky 260 m, pak kruhový (průměr 3,6 m). Od roku 1924 sloužila větrná jáma výlučně pro důl Terezie. Do správy dolu Terezie (Petr Bezruč) byla převedena 1. října 1963. Likvidace jámy zasypáním byla zahájená 17. prosince 1967. V roce 1969 zůstala část jámy nezasypaná, úsek 200 m pod hloubkou 96 m. V roce 1977 byla jáma zasypána struskou. Důvodem bylo odvodnění stařin. Voda procházela struskou na pomocnou čerpací stanici.
30. ledna 1899 bylo zahájeno hloubení nové větrní jámy č. 2 (původně č.3), jáma byla postupně prohlubována do 30. května 1905 do konečné hloubky 272 m. Ve 13 m hloubky bylo nutné překonat 6 m vrstvu zvodnělého štěrku, který byl zdrojem přítoku vody po celou dobu trvání jámy. Jámový stvol o průměru 3,5 m byl celý vyzděn cihelnou vyzdívkou, mezi 3 až 12 m byl vyztužen tybinky. Původní klec na jeden vozík pro těžbu materiálu byla nahrazena okovem. V roce 1903 byl instalován elektrický ventilátor soustavy Geissler, průměr oběžného kola 3 450 mm, výkon 2400 m3/min. V roce 1913 byl instalován druhý ventilátor soustavy Geissler s výkonem 2400 – 3000 m3/min. Ventilátory vyrobily Železárny Vítkovice. Oba byly v činnosti až do roku 1979.
Nová jáma č. II byla založena před rokem 1846 a od roku 1884 přestala být využívána. Jámový stvol měl segmentový průřez se třemi odděleními a byl ve výdřevě. Nová jáma byla uzavřena poklopem a byla v reservě pro případ otvírky východního pole dolu Ida, k tomu nedošlo.

### Současný stav
V areál dolu Ida se v současné době nachází nápravné zařízení Ministerstva vnitra České republiky v Heřmanicích. Po 2. světové válce byl důl Ida využíván jako věznice Heřmanice pro práci vězňů v podzemí. Z původních povrchových objektů je zachována budova strojovny, která byla ministerstvem kultury ČR prohlášená 17. května 1996 kulturní památkou ČR .

#### Různé
V období 1904 až 1908 byla na dole Ida elektrická ústředna, která vyráběla elektrický proud. V roce 1908 byl důl Id propojen elektrickým kabelem a elektrickou ústřednou koksovny Karolína a v roce 1912 rámci rekonstrukce byla elektrická ústředna na dole Ida zrušena.

## Těžba uhlí
Otevřením těžní jámy byla zpřístupněna sloj Adam až po sloj Růžena II spodních hrušovských vrstev. V roce 1877 se zahájila příprava dolu Ida k otevření sloje Františka, její dobývání bylo zahájeno v roce 1879. Dobývací metoda byla piliřování s dovrchním i úpadním postupem, piliřováním na zával se základkou jen v pruzích kolem dovrchních porubních chodeb. V roce 1883 bylo vytěženo 38 846,2 tun uhlí, z toho bylo spotřebováno 3 750,6 tun pro vlastní kotelnu.
Dobývání uhlí ze slojového pásma spodních hrušovských vrstev do hloubky 420 m, piliřováním a směrné stěnování (dovrchní stěnování), v 15 slojích o mocnosti 45 až 240 cm, úklon slojí 12° až 27°. Těžba jámou Stalin I (Ida) byl ukončen v roce 1961. Těžba byla převedena podzemím na novou těžní jámu Stalin II a zde těžena jámou. Poslední porub na dole Rudý říjen I (Ida) se nacházel ve sloji Olga a byl ukončen 28. dubna 1969.
Na dole Ida byla třídírna typu Sauer a Mayer, kterou vylepšil Ing. Hübner. Třídilo se na hrubé a prachové uhlí nebo kostky a ořech.
Těžba uhlí dle 
| rok       | 1894   | 1898     | 1900   | 1912    | 1916    | 1929    | 1939    | 1945    | Poznámka                                       |
| těžba [t] | 77 200 | 75 674,6 | 70 593 | 140 600 | 143 100 | 181 600 | 300 000 | 150 800 | od roku 1946 výkazy společně s doly Rudý říjen |

### Doprava (povrchová)
Důl Ida byl spojen železniční vlečkou s koňským potahem 884 m dlouhou se stanicí Hrušov železniční dráhy společnosti SDCF, uvedena byla do provozu v roce 1874. Uhlí bylo z hrušovského nádraží dodáváno spotřebitelům a do Centrální koksovny Vítkovických kamenouhelných dolů. Druhá kolej o délce 350 m byla vybudována v roce 1913. Parní posun byl až od roku 1919. Přepravu vytěženého uhlí na důl a koksovnu Terezie zabezpečovala lanová dráha od roku 1909. V roce 1924 byla lanová dráha prodloužena až na koksovnu Karolina v Moravské Ostravě. Přepravní kapacita byla 55 t/hod. uhlí, 70 t/hod. hlušiny, dopravní rychlost 1,4 m/s. Pro přepravu hlušiny na haldu Ida sloužila lanová dráha s kapacitou 85 tun/hod., dopravní rychlost 1,4 m/s.

## Údaje o dole Ida
dle
| Název                                | druh jámy        | založení  | hloubka jámy [m] | likvidace jámy | těžba       | vytěženo [t] | dobývací pole [ha] | počet pater |
| ------------------------------------ | ---------------- | --------- | ---------------- | -------------- | ----------- | ------------ | ------------------ | ----------- |
| Ida, Rudý říjen I                    | těžní, vtažná    | 1872      | 412,88           | 1977           | 1879 – 1961 | cca 17 mil.  | 404                | 18          |
| Hrušovská větrní                     | výdušná, vodní   | 1838      | 334              | 1969           | -           | cca 17 mil.  | 404                |             |
| Ida výdušná 2 / Rudý říjen výdušná 2 | výdušná          | 1899      | 272              | 1979           | -           | cca 17 mil.  | 404                | -           |
| Jáma č. II (Nová II)                 | záložní, nečinná | před 1846 | 55,1             | 1888 / 1981    |             |              |                    |             |

## Koksovna
V roce 1850 byly uvedeno do provozu sedm úlových koksovacích pecí, od 1858 do 1869 bylo v provozu 16 úlových pecí. Do roku 1872, kdy byl zastaven provoz koksovny, bylo v provozu sedm úlových pecí a deset pecí Gobiet. V rámci rekonstrukce v roce 1885 byla postavena koksovna s 60 koksovými pecemi Coppé s výkonem 10 vagonů za 24 hodin. Definitivní ukončení koksovny bylo v roce 1901. Uhlí určené pro koksování bylo dopravováno lanovou dráhou do koksovny Terezie a od roku 1926 do koksovny Karolina v Moravské Ostravě.

## Ubytování
Pro havíře dolu Ida byla postavena osada Ida. Původních deset domů (Kozí roh) zabrala chemická továrna a zbourala ji. Další kolonie, dosud existující) byla stavěna po roce 1911. V Muglinově byla postavená třetí kolonie Mexiko v období 1870 – 1880. v roce 2009 se zde nacházelo asi šest domů.